# Друст VII
Друст або Дрест VII (Drust VII; ? — 729) — король Піктії у 724—726 роках.

## Життєпис
Вважається, що був сином Талоргана, зведеного брата короля Нехтона III, який загинув у 713 році. Напевне мав підтримку з боку піктського духівництва, з яким вступив у конфлікт піктський король. Цим скористався Друст, який змусив останнього вирушити до монастиря 724 року.
Став королем Друстом VII. Втім це викликало низку повстань піктської знаті, яка не визнала прав нового короля. Друст VII у 725 році завдав поразки Сімулу мак Друсту, а 726 року — підозрюючи у змові колишнього короля Нехтона відправив того до в'язниці. Але того ж року проти короля виникла змова, яка спричинила повалення Друста VII. Новим королем став Альпін I.
Втім Друст зумів втекти й, зібравши війська, у 728 році розпочав боротьбу за владу з королем Альпіном I. Водночас до боротьби долучився колишній король Нехтон. Зрештою у битві при Друмдергі Друст зазнав нищівної поразки й загинув.